# Going Blank Again
Going Blank Again — второй студийный альбом британской шугейз-группы Ride, выпущенный в марте 1992 года на лейбле Creation Records. В чартах альбомов Великобритании достиг 5 строчки. В октябре 2009 года British Phonographic Industry сертифицировала альбом золотым за продажи более 100 тыс. экземпляров.

## Об альбоме
Going Blank Again стал вторым долгоиграющим альбомом группы, с вошедшими в него синглами «Leave Them All Behind» и «Twisterella». Из 25 записанных группой песен было выбрано 10 треков, которые и вошли в альбом.
Альбом отличается слоистым вокалом и гитарами, которые звучат не так остро и резко, как в аналогичных шугейз-группах того времени, для которых был характерен гремящий звук. Тексты альбома были подвергнуты критике, но это не было расценено как важный фактор для альбома жанра шугейз.
Трек «Cool Your Boots» был отмечен как «классический шугейзинг». В начале песни присутствует отрывок из диалога из фильма «Уитнэйл и я».
Художником обложки альбома является Кристофер Ганс.
24 сентября 2001 года альбом был переиздан. В него были добавлены 4 бонус-трека .
30 марта 2012 года альбом был переиздан вновь. Трек-лист остался таким же, как в переизданном альбоме 2001 года. Также в него вошёл бонусный DVD с записью концерта в Брикстонской академии 27 марта 1992 года.

## Список композиций

### Оригинальный альбом
| Номер         | Название                | Текст         | Музыка                                    | Вокал           | Длительность |
| ------------- | ----------------------- | ------------- | ----------------------------------------- | --------------- | ------------ |
| 1.            | «Leave Them All Behind» | Марк Гарденер | Белл, Лоз Колберт, Гарденер, Стив Кверолт | Гарденер и Белл | 8:17         |
| 2.            | «Twisterella»           | Гарденер      | Белл, Колберт, Гарденер, Кверолт          | Гарденер        | 3:42         |
| 3.            | «Not Fazed»             | Энди Белл     | Белл                                      | Гарденер и Белл | 4:24         |
| 4.            | «Chrome Waves»          | Белл          | Белл                                      | Белл            | 3:53         |
| 5.            | «Mouse Trap»            | Гарденер      | Белл, Колберт, Гарденер, Кверолт          | Гарденер и Белл | 5:14         |
| 6.            | «Time of Her Time»      | Белл          | Белл                                      | Белл            | 3:16         |
| 7.            | «Cool Your Boots»       | Белл          | Белл                                      | Белл            | 6:01         |
| 8.            | «Making Judy Smile»     | Белл          | Белл                                      | Белл            | 2:39         |
| 9.            | «Time Machine»          | Гарденер      | Гарденер                                  | Гарденер и Белл | 5:54         |
| 10.           | «OX4»                   | Гарденер      | Кверолт                                   | Гарденер и Белл | 7:03         |
| Длительность: | Длительность:           | Длительность: | Длительность:                             | Длительность:   | 50:24        |

### Дополнительные композиции[откуда?]
| Номер         | Название                                          | Текст         | Музыка                           | Вокал           | Длительность |
| ------------- | ------------------------------------------------- | ------------- | -------------------------------- | --------------- | ------------ |
| 11.           | «Going Blank Again» (из Twisterella EP, 1992)     | Белл          | Белл                             | Гарденер и Белл | 3:21         |
| 12.           | «Howard Hughes» (из Twisterella EP, 1992)         | Белл          | Белл                             | Гарденер и Белл | 4:03         |
| 13.           | «Stampede» (из Twisterella EP, 1992)              | Гарденер      | Гарденер                         | Гарденер        | 4:16         |
| 14.           | «Grasshopper» (из Leave Them All Behind EP, 1992) |               | Белл, Колберт, Гарденер, Кверолт |                 | 10:56        |
| Длительность: | Длительность:                                     | Длительность: | Длительность:                    | Длительность:   | 73:04        |

### DVD: Live at Brixton Academy
1. «Leave Them All Behind»
2. «Taste»
3. «Not Fazed»
4. «Unfamiliar»
5. «Like a Daydream»
6. «OX4»
7. «Perfect Time»
8. «Twisterella»
9. «Drive Blind»
10. «Making Judy Smile»
11. «Nowhere»
12. «Vapour Trail»
13. «Chrome Waves»
14. «Mouse Trap»
15. «Dreams Burn Down»
16. «Time of Her Time»
17. «Chelsea Girl»